# نابخشوده (فیلم ۲۰۱۸)
نابخشوده (روسی: Непрощенный) یک فیلم سینمایی روسی در ژانر درام به کارگردانی ساریک آندرئاسیان که در تاریخ ۲۷ سپتامبر ۲۰۱۸ منتشر شد.
این فیلم بر اساس برخورد هوایی اوبرلینگن ساخته شده‌است.